# Tripura
Tripura är en delstat i nordöstra Indien; namnet tros komma av ett ord för landet nära vattnet.

## Historia
Furstendömet Tripura styrdes länge av maharadjan av Manikya. Efter att 1761 ha kommit under brittiskt styre fick maharadjan sitta kvar, under brittisk överhöghet. 1949–1951 bedrev Ganamukti Parishad väpnad kamp mot monarkin. Vid Indiens självständighet skrev maharadjan på ett anslutningsavtal med den nya staten, men Tripura blev inte egen delstat förrän 1972, efter att tidigare ha varit ett federalt territorium.

## Administrativ indelning
Tripura är indelat i åtta distrikt: Dhalai, Gomati, Khowai, North Tripura, Sipahijala, South Tripura, Unakoti och West Tripura.

## Geografi
58–60 procent av delstatens yta är täckt av skog. 27 procent är åkermark.

## Kultur
Det ursprungliga språket i Tripura är kokborok, ett Bodo-garospråk som tillhör språkfamiljen tibetoburmanska språk.

## Samhälle
Befolkningen består av bengaler och manipurer och 19 olika stamfolk (adivasi).
Av delstatens befolkning som är 7 år eller äldre var 87,75 procent läskunniga vid folkräkningen 2011, därav 92,18 procent av männen och 83,15 procent av kvinnorna. Urbaniseringsgraden är 16 procent.

## Ekonomi
Efter prospektering har man funnit stora tillgångar på naturgas. Exploatering har dock ännu ej inletts.
Inom jordbruket produceras stora mängder jackfrukt, ananas och apelsiner. Te har odlats sedan 1916. Även silkesproduktionen är av större omfattning. 64 procent av arbetskraften är sysselsatt i jordbruket, som står för 48 procent av BNP. Man odlar också gummi, och här ligger Tripura tvåa i Indien efter Kerala. Det finns planer på att fyrdubbla den areal som används för gummiutvinning.